# Каины

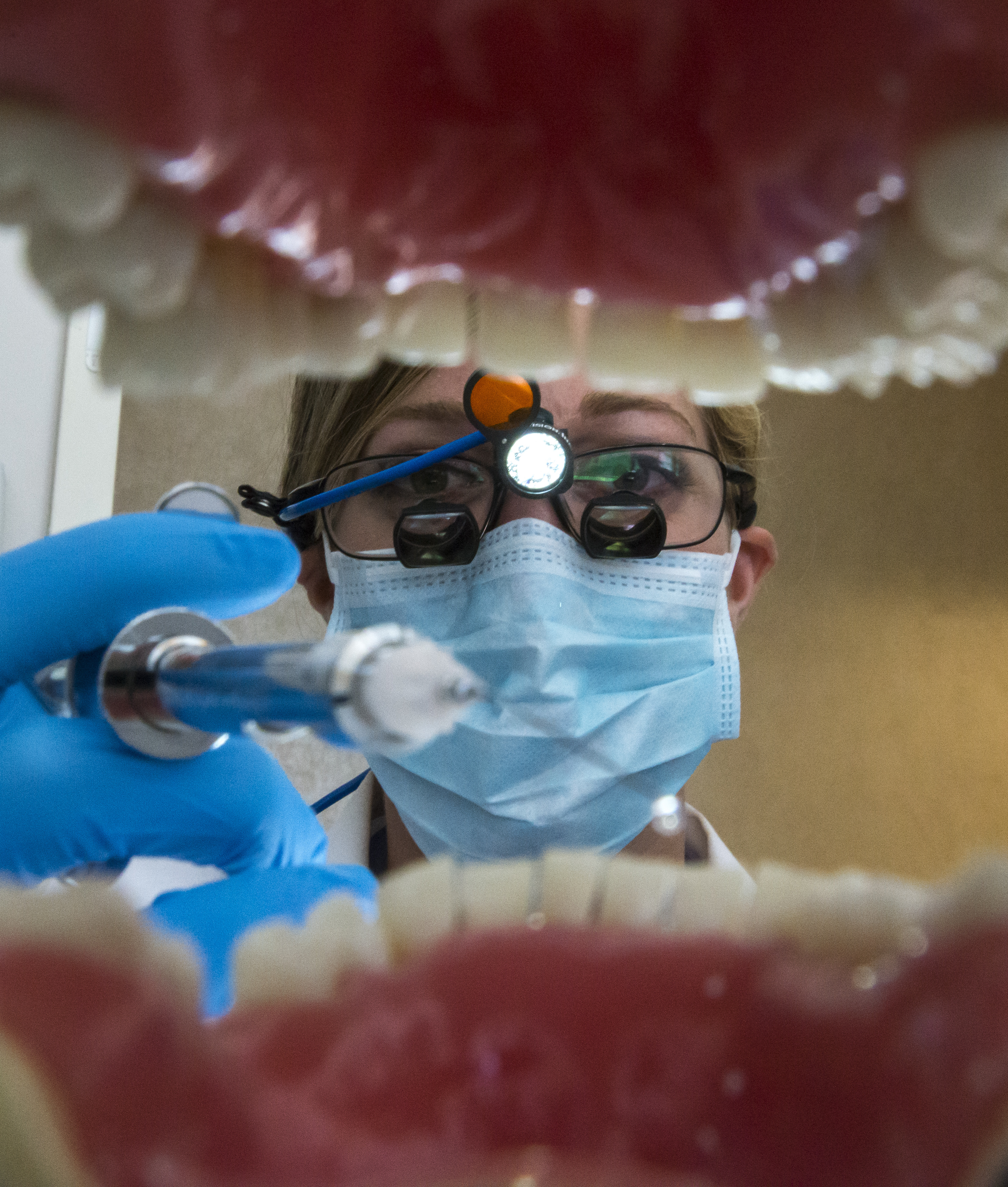
Практически все современные анестетики, применяемые в стоматологии, относятся к каинам

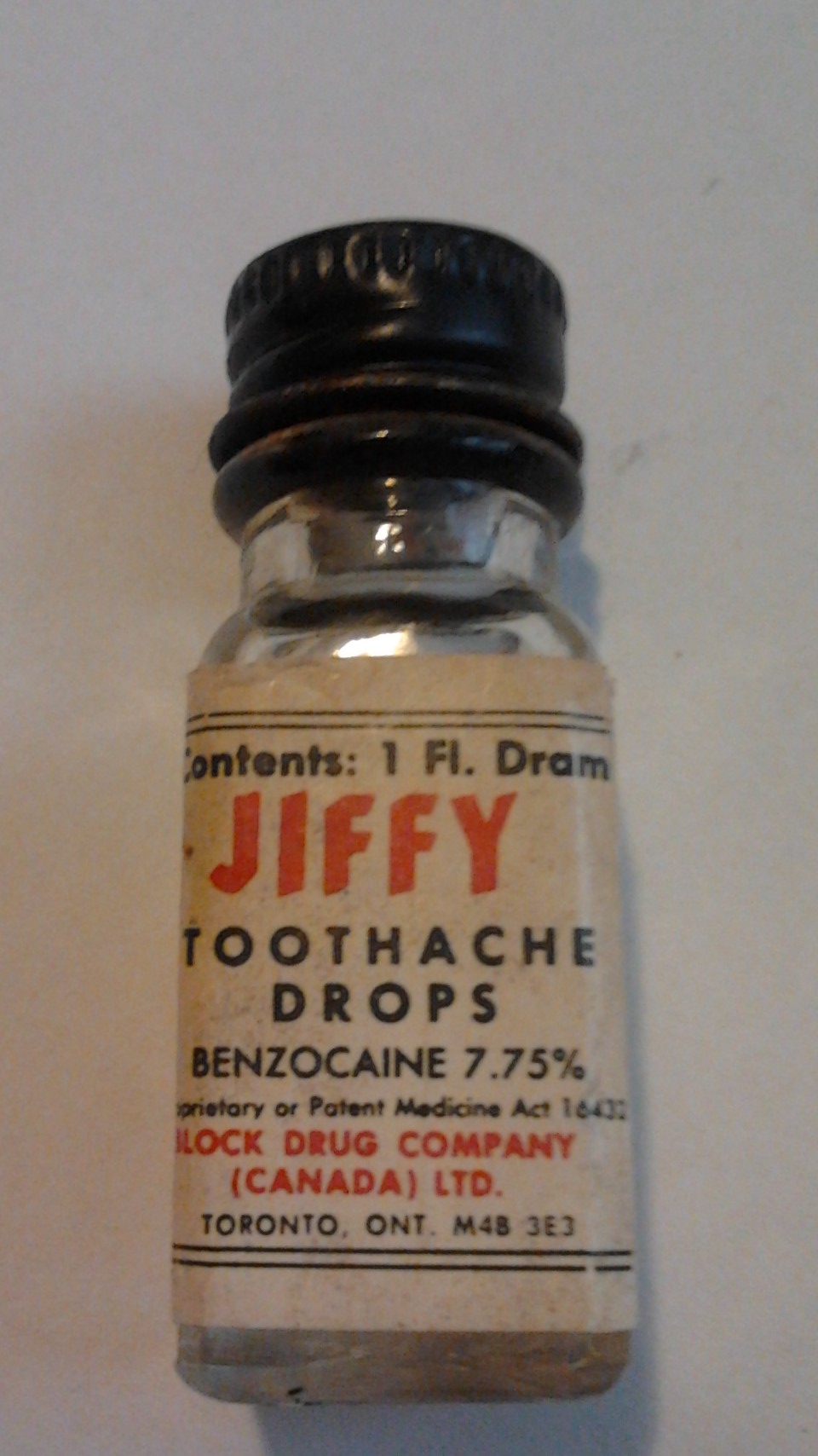
Безокаиновые зубные капли первой половины XX века

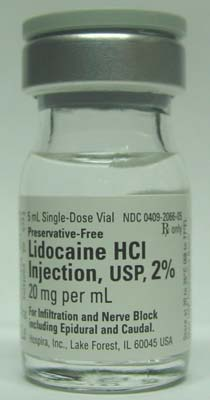
Лидокаин — один из производных кокаина — в форме раствора для инъекций

Каи́ны  (нем. -kain, новолат. -caine, в дореволюционной российской фармакологии назывались «искусственными кокаинами») — общее название группы препаратов, преимущественно местных анестетиков, производных кокаина, как правило, амидов. Название своё они так же унаследовали от кокаина.

## Происхождение названия
Слово «кокаин» (kokain) и первые производные от него каины были открыты и названы немецкими химиками и фармакологами во второй половине XIX века, когда были открыты новокаин и бензокаин («анестезин»).

## Синтез
Данная группа препаратов синтезируется с применением бензойной, коричной, труксилловой и некоторых других кислот.

## Перечень
- альфакаин[англ.]
- альфаэукаин[англ.]
- амилокаин[англ.]
- артикаин
- бензокаин
- бетакаин[англ.]
- брилокаин
- бупивакаин
- бутакаин[англ.]
- бутаниликаин[англ.]
- бьютикаин
- гексилкаин[англ.]
- геликаин
- диметокаин[англ.]
- изобукаин[англ.]
- картикаин[англ.]
- левобупивакаин[англ.]
- лидокаин
- лукаин[англ.]
- максикаин
- маркаин
- мепивакаин[англ.]
- меприлкаин[англ.]
- метабутоксикаин[англ.]
- нитракаин[англ.]
- новокаин
- ортокаин[англ.]
- перкаин
- пиперокаин[англ.]
- прилокаин
- примакаин
- прокаин
- пропоксикаин[англ.]
- ропивакаин[англ.]
- тетракаин
- тримекаин[англ.]
- ультракаин
- цертакаин
- циклометилкаин[англ.]
- цинхокаин[англ.]
- этидокаин[англ.]
- эукаин[англ.]

## Применение
Широко и повсеместно применяются в хирургии, стоматологии, ветеринарной медицине и т. д.